# Myodocarpaceae
Myodocarpaceae Doweld, 2001 è una famiglia di piante dell'ordine Apiales.

## Tassonomia
La famiglia è accettata nei sistemi di classificazione APG, mentre nella classificazione tradizionale i due generi che la compongono erano inclusi nella famiglia Araliaceae.
La famiglia include due generi:
- Delarbrea Vieill.
- Myodocarpus Brongn. & Gris